# Радио 103
„Радио 103“ (с наименование през годините „Радио Провинция“ (1992 – 1993), „Радио Нова Провинция“ (1993 – 1995)) е информационна и музикална радиостанция, която излъчва в периода от 12 октомври 1992 до 12 май 2000 г. в Ростов на Дон, на честоти 68,0 УКВ (до 1993 г.) и 103,0 ФМ. То е сред първите комерсиални радиостанции в Русия и първата независима радиостанция в Ростов на Дон и Ростовска област. Основател и генерален директор през цялото време е Михаил Лейбович Лившиц (1947 – 2019) – предприемач, преподавател в Ростовския държавен университет по транспорт, новатор и пионер на независимото радиоразпръскване на Ростов. Радиото използва девизите „Повече, отколкото просто музика“ и „Най-добрата музика от последните 103 години“. В „Радио Провинция“ започват своята кариера Сергей Пименов (руски диджей и музикален продуцент, член на музикална група ППК) и Андрей Баскаков (генерален продуцент на московския проект „Радио Кидс ФМ“). Един от първите водещи на „Радио Провинция“ е музикалният журналист от Ростов на Дон – Игор Ваганов.

## Ранни години
Основателят на радиостанцията – Михаил Лейбович Лившиц, който като професионалист проявява интерес от радиоспорт, започва да привлича съмишленици и създава първата радиоантена и първия самоделен предавател с мощност 30 W, за да си сътрудничат. Първите водещи на предаването са членове на студентския екип на КВН „Ростовския държавен транспортен университет“, където Михаил Лившиц преподава. В началния етап „Радио Провинция“ е музикална радиостанция. Нейният екип се състои от много млади хора, предимно студенти от университети в Ростов на Дон, любители на музиката. През първите месеци всеки водещ идва в студиото със собствени касети, плочи и дори ролки. В този период в ефира на радиото цари пълна свобода, тъй като Михаил Лейбович смята за една от основните задачи на радиото „да не се нарушава свободата на творчеството“. Само няколко месеца по-късно се появяват плейлисти и програми за излъчване, за които освен стандартните методи са използвани и данни от човешките биоритми. В разработването на програмата участват студенти от Ростовския медицински университет. Още с появата си в ефира „Радио Провинция“ веднага започва да печели аудитория и в резултат на това дава началото на бума на независимото радиоразпръскване в Ростов на Дон. До 1996 г. около десет комерсиални радиостанции излъчват в южната столица на Русия. През 1993 г. „Радио Провинция“ променя името си на „Радио Нова Провинция“, за да се различи от радиостанцията със същото име от Пятигорск. През 1995 г. се преименува на „Радио 103“, с което влиза в историята на града и района. Решението за новото име е взето на общо събрание на екипа на радиото, като мнозинството от него гласува за два варианта: „Радио 103“ и „Радио активност“, а окончателното решение взима Михаил Лившиц.

## Аудитория и формат
„Радио 103“ се насочва предимно към аудитория на възраст от 15 до 35 години, въпреки че голяма част сред слушателите на радиото са над 40 години. Привличането на по-зряла публика се случва, след като Михаил Лившиц реализира идеята си да надхвърли изцяло младежкия формат и да балансира излъчването. С предаването „Рок енд рол шоу“ и неговият водещ – експертът по рокендрол, блус и джаз, авторът на уникалната колекция „Апостолите на рокендрола“ Виталий Хачкинаев (1942 – 2019), както и „Ритъм, кънтри и блус“ от Анатолий Погадай.
През цялото време „Радио 103“ подкрепя млади музиканти и допринася за популяризирането на талантливи изпълнители. Първите изпълнения на някой известни музиканти се състоят по „Радио 103“. Сред тях са: ППК, Света, Баста, „Каста“, Оксана Почепа и др.
Радиостанцията изиграва значителна роля в развитието на рок сцената в Ростов на Дон през 90-те години на XX век, предоставяйки подкрепа на амбициозни музиканти, сред които: „Пекин Роу Роу“, „12 волт“, „Амурски вълни“, „Матрьошка тишина“, „Забранени барабанисти“, „Infantile Cans“, „Спутник Восток“, „Люди Красного дерева“, Василий Гончаров, „През огледалото“, „Фигура“ и др. Тесните връзки на радиостанцията с музикалната общност водят до реализирането на странични проекти. Сред тях е издаването на първата компактна колекция в Ростов на Дон – „Трубка мира“, с произведения на всички най-значими рок групи по това време.